# Sośnica (gromada w powiecie pleszewskim)
Sośnica – dawna gromada, czyli najmniejsza jednostka podziału terytorialnego Polskiej Rzeczypospolitej Ludowej w latach 1954–1972.
Gromady, z gromadzkimi radami narodowymi (GRN) jako organami władzy najniższego stopnia na wsi, funkcjonowały od reformy reorganizującej administrację wiejską przeprowadzonej jesienią 1954 do momentu ich zniesienia z dniem 1 stycznia 1973, tym samym wypierając organizację gminną w latach 1954–1972.
Gromadę Sośnica z siedzibą GRN w Sośnicy utworzono – jako jedną z 8759 gromad na obszarze Polski – w powiecie krotoszyńskim w woj. poznańskim, na mocy uchwały nr 27/54 WRN w Poznaniu z dnia 5 października 1954. W skład jednostki weszły obszary dotychczasowych gromad Sośnica i Sośniczka ze zniesionej gminy Dobrzyca w powiecie krotoszyńskim, ponadto obszar dotychczasowej gromady Fabianów ze zniesionej gminy Kotlin, obszar dotychczasowej gromady Czarnuszka i niektóre parcele z kart 3 (w całości), 1 i 2 (częściowo) obrębu Karmin Nr 81 z dotychczasowej gromady Karmin I, oraz niektóre parcele z karty 1 (3) obrębu Gustawów z dotychczasowej gromady Karmin II ze zniesionej gminy Pleszew – w powiecie jarocińskim w tymże województwie. Dla gromady ustalono 20 członków gromadzkiej rady narodowej.
1 stycznia 1956 gromada weszła w skład nowo utworzonego powiatu pleszewskiego w tymże województwie.
1 stycznia 1962 do gromady Sośnica włączono miejscowości Karminiec i Trzebowa ze znoszonej gromady Koźminiec w tymże powiecie.
Gromada przetrwała do końca 1972 roku, czyli do kolejnej reformy gminnej.